# Molly Luft

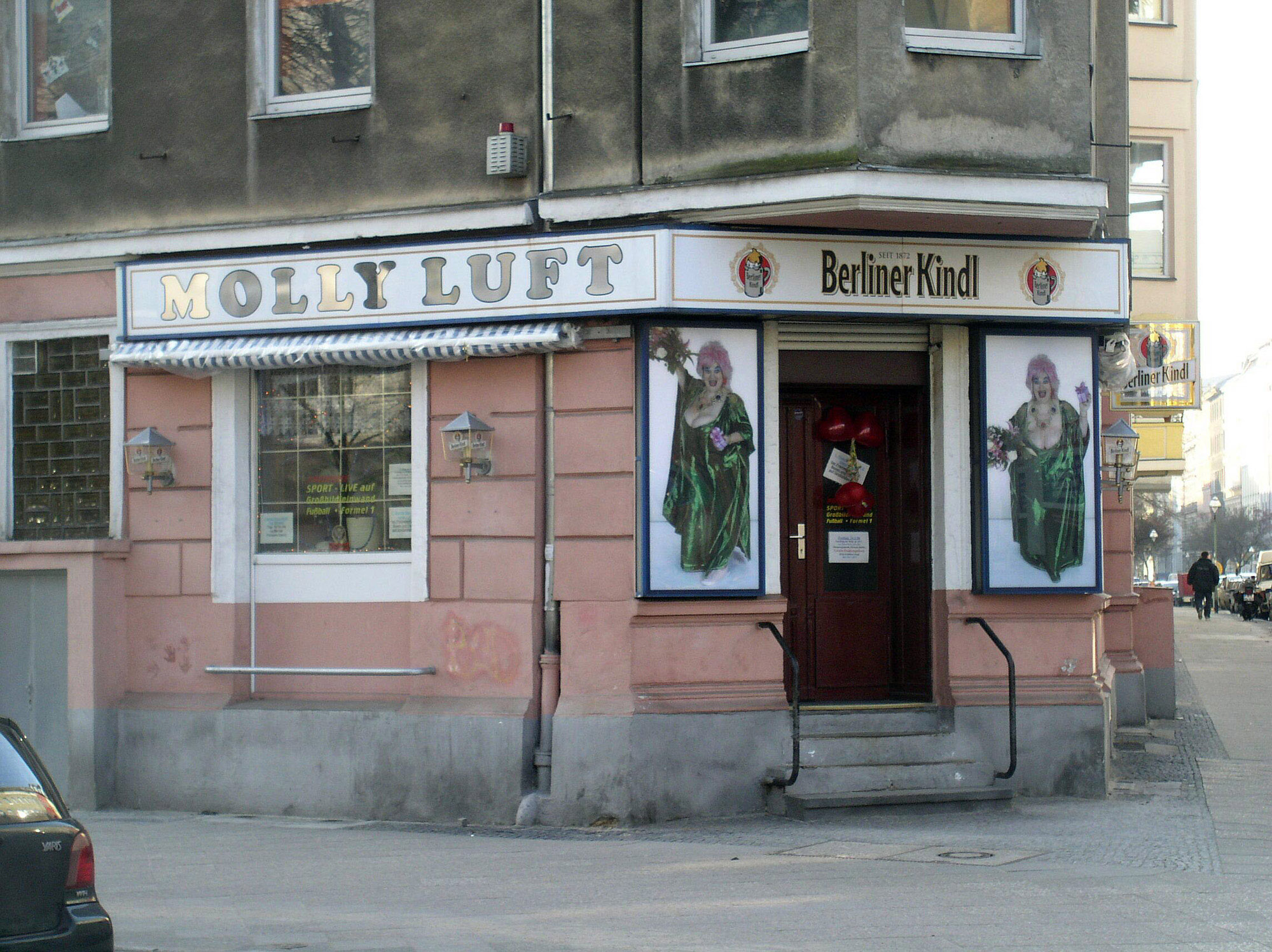
Molly Lufts restaurang i Kreuzberg.

Molly Luft, eg. Edda Kurtzer, född Blanck 19 mars 1944 i Pommern, död 24 november 2010 i Köpenick, var en tysk prostituerad och förgrundsfigur på trashscenen i Berlin.

## Biografi
Luft kom från ett medelklasshem i Berlin. I sitt första äktenskap 1967 hade hon två barn. År 1975 började hon prostituera sig och ett år senare skilde hon sig. Hon gifte sig därefter med en amerikansk arméunderofficer som vid den här tiden var stationerad i Tyskland. I takt med att hon blev allt mer känd kallades hon ofta, till följd av sin fetma, för "Tysklands tjockaste hora".
Tillsammans med sin man dömdes hon 1983 till ett villkorligt straff för sexuella övergrepp mot sin dotter från sitt första äktenskap. Hon skilde sig också från sin man. Under 1990-talet medverkade Luft i flera pratprogram som kom att göra henne riksbekant. Hon fick även sitt eget program i TV-kanalen Offene Kanal Berlin, OKB.
Genom sitt excentriska uppträdande och de lokala kvällstidningarnas bevakning blev hon snart en mycket känd person i lokala trash-sammanhang. Lufts bordell i stadsdelen Schöneberg blev bland annat känd för att man dumpade priserna på sexuella tjänster. År 2003 skapade Luft återigen stora rubriker då det blev känt att hon, då hennes dotter råkat i ekonomiska svårigheter, hade låtit dottern arbeta som prostituerad på bordellen.
År 2004 sålde Luft bordellen, enligt egen utsago besökt av cirka 90 000 sexköpare, avslutade sin verksamhet som prostituerad och drev därefter en kvartersrestaurang i Kreuzberg.
Enligt bland annat internetfora och annonser i kvällstidningen B.Z. återupptog Luft sin verksamhet som prostituerad i februari 2007. Då skulle det ha skett från en bordell i Wedding.